# Pipistrellus nathusii
Pipistrellus nathusii, cuyo nombre científico es en honor al ganadero y zoólogo Nathusius, es una especie de murciélago vespertiliónido que vive en el área comprendida entre Europa Occidental, Asia Menor y la cordillera del Cáucaso.

## Descripción
Es un murciélago de hocico grande y corto y orejas triangulares, provistas de un tragus corto de punta redondeada. La parte dorsal del uropatagio está cubierta de pelo aproximadamente hasta la mitad, y la parte del vientre, solamente a lo largo de la pata. La cola sobresale como máximo 1 mm del uropatagio, y el quinto dedo mide unos 46 mm de longitud. 
Durante el verano, el pelaje dorsal presenta una tonalidad marrón rojiza y, cuando llega el otoño, se vuelve más oscuro, a menudo con uno matiz grisáceo. La parte del vientre es marrón clara o marrón amarillenta. El hocico, las orejas y las membranas alares son de color marrón negruzco. Puede presentar una franja más clara, mal delimitada y nunca del todo blanca en el lado posterior de la uropatagio comprendida entre el quinto dedo y el pie. 
Dimensiones corporales: cabeza + cuerpo = 44 - 58 mm, cola = 30 - 44 mm, antebrazo = 31 - 37 mm y envergadura de alas = 230 - 250 mm.
Peso: 6 - 15 g.

## Hábitat
Preferentemente bosques, dónde generalmente se esconde en los agujeros de los árboles, pero también en grietas de las rocas. Menos frecuentemente se la puede encontrar en poblaciones, y entonces busca refugio en construcciones humanas.

## Costumbres
Sale de su escondite al anochecer. Su vuelo es rápido, y cuando va en línea recta bate profundamente las alas.
Las hembras forman colonias de cría de hasta 200 individuos. 

## Especies similares
Pipistrellus kuhlii presenta una franja clara, muy blanca y bien delimitada, cerca posterior del uropatagio que solo algunas veces tiene P.nathusii.Pipistrellus kuhlii tiene los incisivos externos bífidos, pero P.nathusii no. 
En Pipistrellus pipistrellus y Pipistrellus pygmaeus el quinto dedo no llega a los 43 mm de longitud. A diferencia de estas dos últimas especies, los incisivos inferiores de P.nathusii están alineados y no imbricados y existe un diastema entre el segundo y el tercer incisivo inferior. 
Por último, la coloración lo distingue fácilmente de Hypsugo savii.

## Distribución
Ocupa gran parte de Europa, desde España hasta los Urales y el Cáucaso, siendo más numeroso en el NE de su área de distribución mientras que es raro en el resto. No obstante, se trata de una especie migratoria que realiza largos desplazamientos, y es mayoritaria o totalmente invernante en el SW de Europa, lo que posiblemente tenga como consecuencia una infravaloración de sus efectivos en estas regiones, ya que en invierno son mucho más difíciles de prospectar.
Su presencia fue repetidamente constatada en España a finales del siglo XIX y en las dos primeras décadas del siglo XX, pero no constan más datos durante más de 60 años, por lo que se consideró extinguido, hasta que en 1985 se redescubre en Villar de Plasencia, Extremadura. Aquella cita fue cuestionada sin aparente justificación. Años más tarde se encuentran nuevos ejemplares en Guriezo (Cantabria), Gijón (Asturias) y Santesteban (Navarra) y posteriormente hasta colonias en Cataluña, y también en comarcas pirenaicas, cantábricas, mediterráneas y de España central. Su mayor población ibérica conocida se concentra en el Delta del Ebro. La población total se evalúa en menos de 100 ejemplares, pero es probable que se encuentren nuevas colonias con el aumento de las prospecciones.